# ウォルト・ディズニー・アトラクションズ
ウォルト・ディズニー・アトラクションズ株式会社（英: Walt Disney Attractions）は、ウォルト・ディズニー・カンパニー（ディズニー・エクスペリエンス）が運営するディズニーパークのアトラクションを管理する会社である。

## 概要
ウォルト・ディズニー・アトラクションズは、ディズニー・エクスペリエンス社の子会社である。また、ショーやパレードなどのクオリティ管理は「ウォルト・ディズニー・イマジニアリング」が運営している。
世界で唯一東京ディズニーリゾート（東京ディズニーランド、東京ディズニーシー）はディズニーが運営しておらず、運営関連は全てオリエンタルランドだが、アトラクション関連の管理をしている会社である。

## 管理されているパーク
- ディズニーランド・リゾート
  - ディズニーランド
  - ディズニー・カリフォルニア・アドベンチャー
- ウォルト・ディズニー・ワールド・リゾート
  - マジック・キングダム
  - エプコット
  - ディズニー・ハリウッド・スタジオ
  - ディズニー・アニマル・キングダム
  - ディズニー・タイフーン・ラグーン
  - ディズニー・ブリザード・ビーチ
  - ウォルト・ディズニー・ワールド・スピードウェイ
  - ESPNワイド・ワールド・オブ・スポーツ・コンプレックス
- 東京ディズニーリゾート[注釈 1]
  - 東京ディズニーランド
  - 東京ディズニーシー
- ディズニーランド・パリ
  - ディズニーランド・パーク
  - ウォルト・ディズニー・スタジオ・パーク
  - ゴルフ・ディズニーランド
- 香港ディズニーランド・リゾート
  - 香港ディズニーランド
- 上海ディズニーリゾート
  - 上海ディズニーランド

### かつて管理されたパーク
- ディズニー・クエスト（屋内型ディズニーパーク）
  - ディズニー・クエスト・フロリダ
  - ディズニー・クエスト・シカゴ